# Battle for the Sun
Battle for the Sun ist das sechste Studioalbum der internationalen Alternative-Rock-Band Placebo. Es erschien am 5. Juni 2009 unter dem Label Play It Again Sam (PIAS).
Bereits vor dem Erscheinen des Albums wurde die gleichnamige Single als Download auf der Website der Band zur Verfügung gestellt.

## Produktion
Das Album wurde von David Bottrill produziert. Er wurde dabei von James Brown unterstützt, der bereits das vorherige Album der Band, Meds, produziert hatte.
Battle for the Sun ist das erste Album, das gemeinsam mit dem neuen Drummer der Band, Steve Forrest, aufgenommen wird.
In einem Interview mit BBC 6 Music sagte Sänger Brian Molko, dass die Band auf ihrem neuen Album mit neuen Instrumenten wie Springtime, Trompeten oder Saxophonen arbeitet.
Beim Schreiben des Materials wurden sie von Bands wie PJ Harvey und My Bloody Valentine beeinflusst. Das Album soll härter werden als seine Vorgänger.

## Themen
Frontman Brian Molko sagte über das Album:
 “We've made a record about choosing life, and choosing to live, about stepping out of the darkness and into the light. Not necessarily turning your back on the darkness because it's there, it's essential; it's a part of who you are, but more about the choice of standing in the sunlight instead.”
Zu Deutsch:
Wir haben eine Platte darüber gemacht, das Leben zu wählen und zu entschließen zu leben, darüber, aus der Dunkelheit zu treten und in das Licht. Nicht unbedingt der Dunkelheit den Rücken zu kehren, weil sie existiert - sie ist essenziell; sie ist ein Teil dessen, wer du bist - sondern mehr über die Wahl, stattdessen im Sonnenlicht zu stehen.
Auch die erste Single beschreibt diesen Gedankengang. Die erste Strophe lautet wie folgt:
| Englischer Originaltext | Deutsche Übersetzung |
| --- | --- |
| I will battle for the sun And I won’t stop until I’m done You are getting in the way And I have nothing left to say I will brush off all the dirt And I will pretend it didn’t hurt You are a black and heavy weight And I will not participate | Ich werde für die Sonne kämpfen Und ich werde nicht aufhören, bis ich es geschafft habe Du stellst dich in den Weg Und ich habe nichts mehr zu sagen Ich werde den ganzen Dreck wegbürsten Und ich werde so tun, als ob es nicht wehgetan hätte Du bist ein schwarzes und schweres Gewicht Und ich werde nicht mitmachen |

## Weiteres
Das Album ist als CD, als Limited Edition CD + DVD, als LP und als besonders limitiertes Box-Set veröffentlicht worden.
Bei einem geheimen, exklusiven Auftritt am 17. März in London spielte die Band bereits einige der Songs, die später auf dem Album erschienen.
Das Lieblingslied Molkos ist nach eigener Aussage Speak in Tongues.

## Tracklist
1. Kitty Litter
2. Ashtray Heart
3. Battle for the Sun
4. For What It's Worth
5. Devil in the Details
6. Bright Lights
7. Speak in Tongues
8. The Never-Ending Why
9. Julien
10. Happy You're Gone
11. Breathe Underwater
12. Come Undone
13. Kings of Medicine
14. Unisex [nur auf der Limited Edition]
15. The Movie On Your Eyelids [nur auf der Limited Edition]

Weitere Stücke:
1. In a Funk [Bonus-Track exklusiv auf der Japan-Edition]
2. Post Blue (Chinese Remix) [Bonus-Track exklusiv auf der Asian-Edition]

## Redux Edition
Am 27. September 2010 erschien die Redux Edition des Albums. Sie enthält ein Remake des BFTS-Albums (inkl. der Bright Lights-Singleversion), sowie eine Bonus-CD mit neuen Songs, darunter die Studioversion von Trigger Happy Hands und überarbeitete Songs aus der Live-Setlist.
Tracklist der Bonus-CD:
1. Trigger Happy Hands
2. Monster Truck
3. Breathe Underwater (Slow)
4. Unisex
5. Because I Want You (Redux)
6. Blind (Redux)
7. Drag (Redux)
8. Twenty Years (Redux)
9. Soulmates (Redux)
10. Trigger Happy Hands (Buffalo Daughter remix)

## Auszeichnungen für Musikverkäufe
| Land/Region                  | Auszeichnungen für Musikverkäufe (Land/Region, Auszeichnung, Verkäufe) | Verkäufe  |
| ---------------------------- | ---------------------------------------------------------------------- | --------- |
| Belgien (BRMA)               | Gold                                                                   | (15.000)  |
| Deutschland (BVMI)           | Gold                                                                   | (100.000) |
| Europa (Impala)              | Diamant                                                                | 250.000   |
| Russland (NFPF)              | Gold                                                                   | (10.000)  |
| Vereinigtes Königreich (BPI) | Silber                                                                 | (60.000)  |
| Insgesamt                    | 1× Silber · 3× Gold · 1× Diamant ·                                     | 250.000   |